# Ferenc Toldy

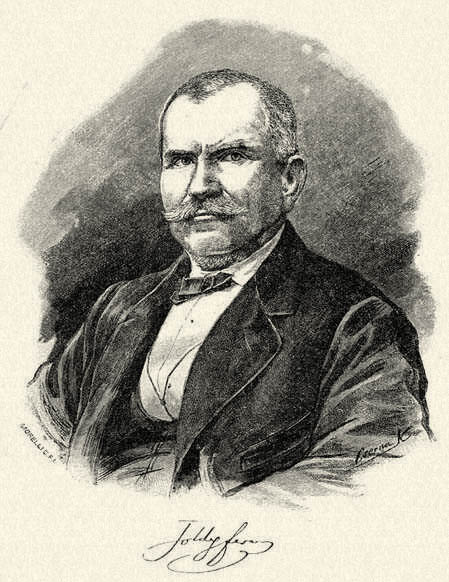
Ferenc Toldy (retrato de Gusztáv Morelli).

Ferenc Toldy (Buda, 10 de agosto de 1805 - Budapest, 10 de diciembre de 1875), nacido bajo el nombre de Franz Karl Joseph Schedel, fue un crítico húngaro vinculado al romanticismo y considerado el "padre de la historia literaria húngara".

## Trayectoria
Ferenc Toldy es un ejemplo del poder de atracción del nacionalismo húngaro durante la denominada "Era de la Reforma". Descendiente de una familia de clase media de origen alemán asentada en Pest, y educado como físico, el entusiasmo por la literatura hizo que se dedicara por entero a propagar la literatura húngara por Europa durante sus viajes. Fue un destacado crítico, perteneciente al conocido como Círculo Aurora, formado por una generación de jóvenes escritores cercanos al romanticismo, y junto a József Bajza fue uno de los críticos más importantes de la época. Entre otros méritos, fue el primero en analizar y reconocer el valor de los poemas épicos de Mihály Vörösmarty. Desde 1861 ocupó la cátedra de literatura en la Universidad de Budapest. Escribió diversas obras históricas que todavía hoy en día pueden ser útiles por su acercamiento analítico y su complejidad filosófica y estética. Entre estas obras destacan Historia de la literatura húngara (Pest, 1851-53) e Historia de la poesía húngara, desde la Antigüedad hasta Sándor Kisfaludy (Pest, 1854).